# Erazm Majewski

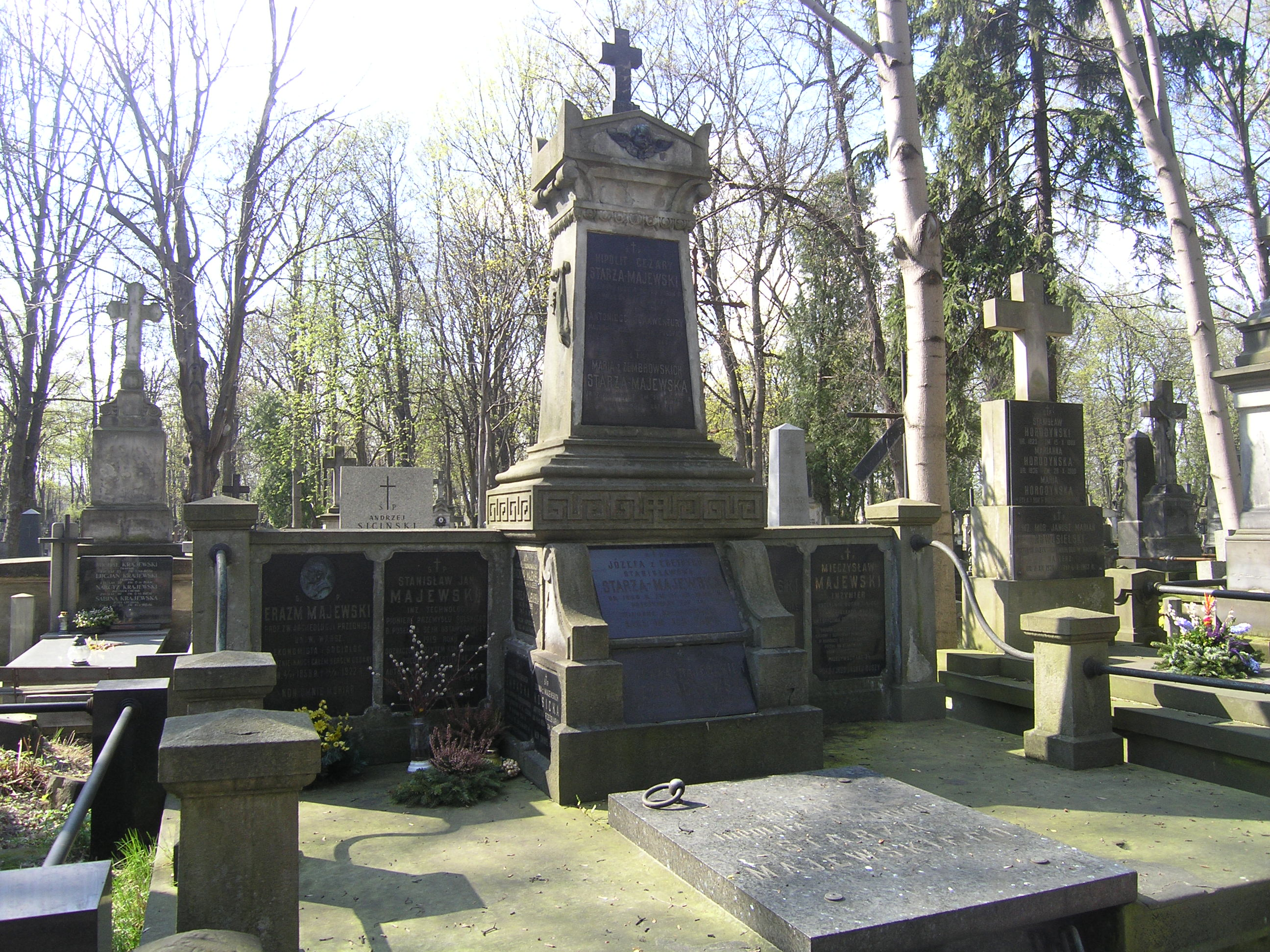
Grobowiec rodziny Majewskich na Powązkach

Erazm Majewski (ur. 2 czerwca 1858 w Lublinie, zm. 14 listopada 1922 w Warszawie) – polski archeolog, biolog, socjolog, filozof, ekonomista, etnograf i powieściopisarz. Tworzył podwaliny archeologii w Polsce; był pionierem w dziedzinie ochrony zabytków archeologicznych na ziemiach polskich i twórcą „dekalogu” archeologa.

## Życiorys
Był członkiem Towarzystwa Naukowego Warszawskiego, Międzynarodowego Instytutu Socjologii oraz korespondentem zagranicznego Towarzystwa Antropologicznego, w czasach II Rzeczypospolitej był prezesem Państwowego Grona Konserwatorów Zabytków Przedhistorycznych, w 1919 roku mianowany kierownikiem katedry archeologii prehistorycznej UW. 27 września 1908 roku utworzył ze swoich zbiorów pierwsze Muzeum Przedhistoryczne w gmachu Towarzystwa Zachęty Sztuk Pięknych.
Pierwsze naukowe zainteresowania dotyczyły przyrodnictwa. Napisał pracę pt. Neuroptera Polonica, która była pierwszym systematycznym opisem owadów żyłkoskrzydłych, Słownik nazwisk zoologicznych polskich, w którym uporządkował i wzbogacił terminologię przyrodniczą. Dopiero ok. 1891 roku zainteresował się etnografią i archeologią. Około 1906 roku pod wpływem rewolucji rosyjskiej z 1905 roku zwrócił uwagę na problemy socjologii.
Choć studiował na Wydziale Przyrodniczym Uniwersytetu Warszawskiego, w dziedzinie archeologii był samoukiem, który swą wiedzę opierał na książkach. Dokształcał się także podczas podróży, wtedy też starał się pozyskiwać zabytki drogą kupna lub wymiany. W archeologii jego zainteresowania przejawiały się w zgłębianiu podstaw teoretycznych i metodyki archeologii, a także studiami nad epoką kamienia i Słowianami. Prowadził badania z dziedziny filozofii kultury, łączył prehistorię z antropogenezą i teorią kultury, którą określał cywilizacją. Tworzył liczne prace, które zamieszczał we Wszechświecie, Gazecie Polskiej i Wędrowcu. W ten sposób chciał rozbudzić w społeczeństwie zainteresowanie archeologią. W 1899 powołał do życia rocznik Światowit poświęcony archeologii prehistorycznej i słowiańskiej (było to czasopismo na europejskim poziomie). Napisał czterotomową Naukę o cywilizacji:
- Prolegomena i podstawy do filozofii dziejów i socjologii, 1908[2]
- Teoria człowieka i cywilizacji, 1910[3]
- Nauka o cywilizacji-kapitał, 1914[4]
- Narodziny i rozwój ducha na Ziemi, 1923 (wyd. pośmiertne pod red. prof. M.Massoniusa)[5]

Napisał także dwie powieści fantastycznonaukowe:
- Doktor Muchołapski[6], 1890
- W otchłaniach czasu, 1896 / Profesor Przedpotopowicz[7], 1898

Zmarł w 1922. Został pochowany w grobowcu rodzinnym na cmentarzu Powązkowskim w Warszawie (kwatera F/G, rząd 1, miejsce 14,15,16).
Jego bratem był Stanisław Jan Majewski (1860–1944), przemysłowiec i poseł na Sejm II RP.